# Station Bielsko-Biała Leszczyny
Station Bielsko-Biała Leszczyny is een spoorwegstation in de Poolse plaats Bielsko-Biała.